# Grande Prêmio da Itália de 1952
Resultados do Grande Prêmio da Itália de Fórmula 1 realizado em Monza em 7 de setembro de 1952. Oitava e última etapa da temporada, nela a vitória coube ao italiano Alberto Ascari, da Ferrari.

## Resumo
A corrida foi marcada pelo grave acidente envolvendo o piloto Juan Manuel Fangio, que perdeu o controle de seu Maserati e voou 50 metros até atingir o chão. Fangio ficou sem disputar a temporada de Fórmula 1 de 1952.

## Classificação da prova
| Pos. | Nº | Piloto                | Construtor            | Voltas | Tempo/Diferença    | Grid | Pontos |
| ---- | -- | --------------------- | --------------------- | ------ | ------------------ | ---- | ------ |
| 1    | 12 | Alberto Ascari        | Ferrari               | 80     | 2:50:45.6          | 1    | 8,5    |
| 2    | 26 | José Froilán González | Maserati              | 80     | + 1:01.8           | 5    | 6,5    |
| 3    | 16 | Luigi Villoresi       | Ferrari               | 80     | + 2:04.2           | 2    | 4      |
| 4    | 10 | Giuseppe Farina       | Ferrari               | 80     | + 2:11.4           | 3    | 3      |
| 5    | 22 | Felice Bonetto        | Maserati              | 79     | + 1 volta          | 13   | 2      |
| 6    | 8  | André Simon           | Ferrari               | 79     | + 1 volta          | 8    |        |
| 7    | 14 | Piero Taruffi         | Ferrari               | 77     | + 3 voltas         | 6    |        |
| 8    | 48 | Chico Landi           | Maserati              | 76     | + 4 voltas         | 18   |        |
| 9    | 40 | Ken Wharton           | Cooper-Bristol        | 76     | + 4 voltas         | 15   |        |
| 10   | 62 | Louis Rosier          | Ferrari               | 75     | + 5 voltas         | 17   |        |
| 11   | 50 | Eitel Cantoni         | Maserati              | 75     | + 5 voltas         | 23   |        |
| 12   | 30 | Dennis Poore          | Connaught-Lea Francis | 74     | + 6 voltas         | 19   |        |
| 13   | 36 | Eric Brandon          | Cooper-Bristol        | 73     | + 7 voltas         | 20   |        |
| 14   | 2  | Robert Manzon         | Gordini               | 71     | + 9 voltas         | 7    |        |
| 15   | 38 | Alan Brown            | Cooper-Bristol        | 68     | + 12 voltas        | 21   |        |
| Ret  | 32 | Stirling Moss         | Connaught-Lea Francis | 60     | Suspensão          | 9    |        |
| Ret  | 46 | Gino Bianco           | Maserati              | 46     | Motor              | 24   |        |
| Ret  | 6  | Jean Behra            | Gordini               | 42     | Motor              | 11   |        |
| Ret  | 42 | Mike Hawthorn         | Cooper-Bristol        | 38     | Não classificado   | 12   |        |
| Ret  | 24 | Franco Rol            | Maserati              | 24     | Motor              | 16   |        |
| Ret  | 4  | Maurice Trintignant   | Gordini               | 5      | Motor              | 4    |        |
| Ret  | 28 | Kenneth McAlpine      | Connaught-Lea Francis | 4      | Suspensão          | 22   |        |
| Ret  | 18 | Rudi Fischer          | Ferrari               | 3      | Motor              | 16   |        |
| Ret  | 34 | Élie Bayol            | Osca                  | 0      | Câmbio             | 10   |        |
| DNQ  | 70 | Charles de Tornaco    | Ferrari               |        | Não se classificou |      |        |
| DNQ  | 58 | Alberto Crespo        | Maserati-Platé        |        | Não se classificou |      |        |
| DNQ  | 60 | Toulo de Graffenried  | Maserati-Platé        |        | Não se classificou |      |        |
| DNQ  | 54 | Peter Collins         | HWM-Alta              |        | Não se classificou |      |        |
| DNQ  | 68 | Peter Whitehead       | Ferrari               |        | Não se classificou |      |        |
| DNQ  | 56 | Tony Gaze             | HWM-Alta              |        | Não se classificou |      |        |
| DNQ  | 64 | Bill Aston            | Aston-Butterworth     |        | Não se classificou |      |        |
| DNQ  | 52 | Lance Macklin         | HWM-Alta              |        | Não se classificou |      |        |
| DNQ  | 20 | Hans Stuck            | Ferrari               |        | Não se classificou |      |        |
| DNQ  | 44 | Piero Dusio           | Cisitalia-BPM         |        | Não se classificou |      |        |
| DNQ  | 66 | Johnny Claes          | Simca-Gordini         |        | Não se classificou |      |        |

## Tabela do campeonato após a corrida
Classificação do mundial de pilotos
|  | Pos. | Piloto          | Pontos    |
|  | ---- | --------------- | --------- |
|  | 1    | Alberto Ascari  | 36 (53.5) |
|  | 2    | Giuseppe Farina | 24 (27)   |
|  | 3    | Piero Taruffi   | 22        |
|  | 4    | Rudi Fischer    | 10        |
|  | 5    | Mike Hawthorn   | 10        |

- Nota: Somente as primeiras cinco posições estão listadas. Entre 1950 e 1953 cada piloto podia computar quatro resultados válidos por temporada havendo divisão de pontos em caso de monopostos compartilhados. No presente caso o campeão da temporada surge grafado em negrito.